# Osttimoresisch-saharauische Beziehungen
Der südostasiatische Staat Osttimor und die Regierung der Demokratischen Arabischen Republik Sahara (Westsahara) unterhalten freundschaftliche Beziehungen.

## Geschichte

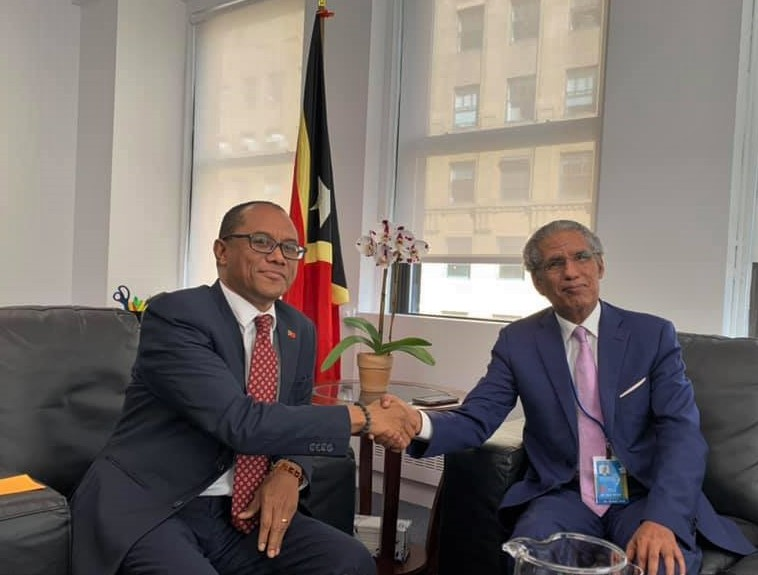
Die beiden Außenminister in New York: Dionísio Babo und Mohamed Salem Ould Salek (2019)

Osttimor sieht bei den Bestrebungen nach Unabhängigkeit der Demokratischen Arabischen Republik Sahara Parallelen in der eigenen Geschichte und nahm daher diplomatische Beziehungen auf. Osttimor wurde nach Abzug der portugiesischen Kolonialmacht 1975 vom Nachbarn Indonesien besetzt und nach 24 Jahren Guerillakrieg und drei Jahren UN-Verwaltung 2002 wieder in die Unabhängigkeit entlassen. Die Westsahara wurde nach Rückzug der Kolonialmacht Spanien Ende 1975 von Marokko und Mauretanien besetzt. Als Mauretanien die Besetzung beendete, annektierte Marokko auch den südlichen Teil des Gebietes. Nur im Osten übt die Frente Polisario die Kontrolle über das Territorium aus. Die Vergleichbarkeit der Schicksale der Westsahara und Osttimors bestritt der marokkanische König Mohammed VI. 2014 in einer Rede. Die Verbindungen zwischen den Völkern Marokkos und der Westsahara seien enger.
José Ramos-Horta, der spätere Präsident Osttimors und Friedensnobelpreisträger, besuchte auf Einladung der Polisario die Flüchtlingslager in der Westsahara. Nach dem durchgeführten Unabhängigkeitsreferendum in Osttimor 1999 demonstrierten Saharaui in den Orten der Westsahara mit dem Slogan „Sahara gharbiya, Timor sharqiya“ (deutsch Westsahara, Osttimor).

## Diplomatie

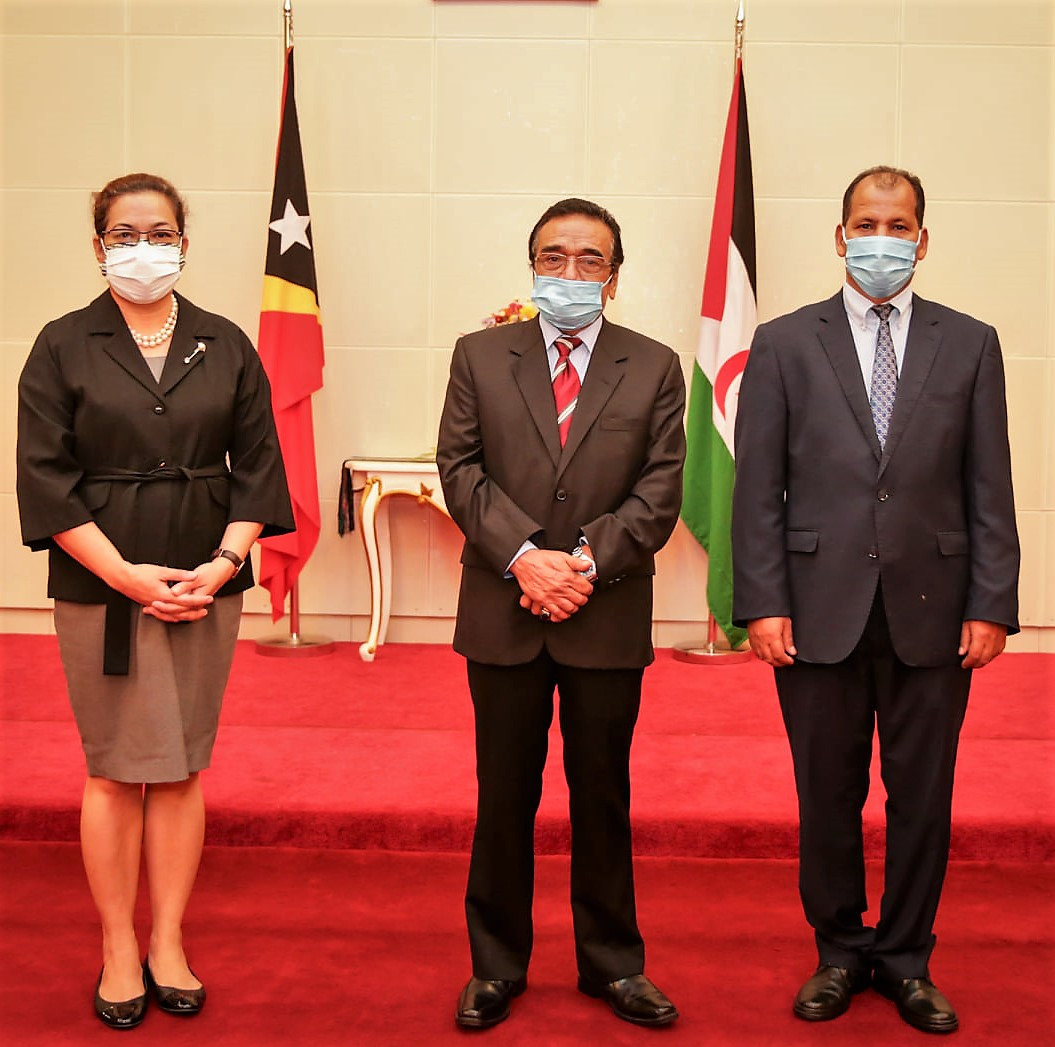
Osttimors Außenministerin Adaljíza Magno, Präsident Francisco Guterres und der saharauische Botschafter Boibat Malainin Boibuat (2021)

Mit Mohamed Kamal Fadel wurde 2009 erstmals ein Botschafter der Demokratischen Arabischen Republik Sahara ernannt. 2010 öffnete die Botschaft der Sahara in Osttimors Landeshauptstadt Dili. Am 7. Juni 2010 übergab Mohamed Salama Badi, der neue Botschafter der Sahara, seine Akkreditierung an Präsident José Ramos-Horta. 2021 löste ihn  Boibat Malainin Boibuat ab.
Osttimor hat bisher keine Botschaft bei der Demokratischen Arabischen Republik Sahara. Die Regierung Osttimors fordert einen Fortschritt im Konflikt zwischen der Sahara und Marokko und die Selbstbestimmung der Saharaui.